# Ессекс-стріт
Ессекс-стріт (англ. Essex Street) — вулиця з півночі на південь у Нижньому Іст-Сайді боро Нью-Йорка Манхеттен. На північ від Х'юстон-стріт ця вулиця переходить в авеню А, яка йде на північ до 14-ї вулиці. На південь від Канал-стріт вона переходить в Рутгерс-стріт, південний кінець якої знаходиться на Саут-стріт.
Ессекс-стріт була закладена Джеймсом Делансі незадовго до Американської революції як східна сторона «скверу Делансі», призначеного для благородних власників. Делансі назвав вулицю на честь графства Ессекс в Англії. Делансі повернувся до Англії як лояліст у 1775 році, і площа була розроблена як ділянка для забудови.
Вулиця, яка довгий час була частиною єврейського анклаву Нижнього Іст-Сайду, досі працює багато єврейських магазинів, у тому числі магазин солоних огірків і багато магазинів юдаїки. Наприкінці 19-го та на початку 20-го століття її іноді називали «Алея солоних огірків». Також тут розташований ринок Ессекс-стріт-маркет.
На південь від Гестер-стріт, Ессекс-стріт межує зі сходу з парком Сьюард.